# Antonis Katinaris

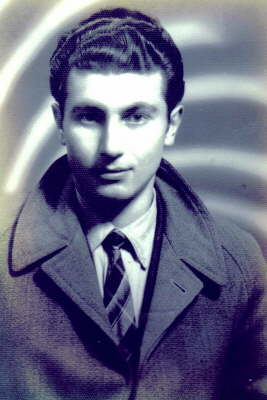
Antonis Katinaris

Antonis Katinaris (griechisch Αντώνης Κατινάρης; * 1931 in Chania auf Kreta; † 28. Oktober 1999 in Athen) war ein griechischer Musiker. Er gilt neben Akis Panou (Άκης Πάνου) einer der ursprünglicheren Komponisten der griechischen Volksmusik und Liedermacherszene.

## Biographie
Bereits mit 16 Jahren konnte er als virtuoser Bouzouki-Spieler von seiner Kunst leben, da das Bouzouki zwar noch als „Arbeiterklasseninstrument“ verpönt war, aber nicht mehr mit kriminalisiert wurde, wie zur Jugendzeit von Markos Vamvakaris.
Im Zug seiner Arbeit lernte er seine Ehefrau Maria Rippi kennen, die aus einer damals bekannten Athener Musikerfamilie stammt. In Griechenland war es damals wie heute üblich, dass Athener Künstler sich außerhalb der Hauptsaison, in der sie in der Hauptstadt auftreten, ein Zubrot in der Provinz verdienen. Im Rahmen dieser Gastauftritte kam Katinaris in Kontakt zu den Topmusikern der damaligen Zeit, den Sängerinnen Rita Sakellariou und Keti Grey, sowie Musikern wie Georgios Tsimpidis und Loukas Daralas (dem Vater von Giorgos Dalaras).
In den sechziger Jahren des zwanzigsten Jahrhunderts wurde der talentierte Bouzoukispieler nach Athen gelockt. Schnell hatte er neben seinen Auftritten in Musikhallen einen Vertrag als Studiomusiker. Zuerst mit RCA Victor, kurz darauf mit dem damals in Griechenland führenden Musiklabel Columbia Records. Auch in den griechischen Kinofilmen, die stets mit Musik verbunden waren, war er als Bouzouki-Solist gefragt.
Sein Durchbruch als Komponist gelang ihm 1966 mit dem Lied „Ti na sou kanei mia Kardia“ (griechisch Τι να σου κάνει μια καρδιά), welches von Grigoris Bithikotsis gesungen wurde (Columbia, SCDG-3612). Der Songtext stammt von der „Grande Dame“ des griechischen Volkslieds Eftychia Papagiannopoulou, (griechisch Ευτυχία Παπαγιαννοπούλου). Dieses Lied gilt als Musterbeispiel der Annäherung der griechischen Volksmusik an die Liedermacherszene und wird daher auch heute noch als Evergreen gespielt.
Antonios Katinaris hielt seinem Plattenlabel Columbia die Treue bis 1975, während andere Künstler seiner Zeit sich bereits von dem einst führenden Musikverlag getrennt hatten. Nach einem kurzen Gastspiel beim Plattenlabel Polyphone gründete Katinaris sein eigenes Plattenlabel Relans, war aber unternehmerisch nicht erfolgreich. In der Folge der Pleite seines Plattenlabels lebte Antonios Katinaris zurückgezogen von der Musikszene in einem Vorort von Athen. Antonios Katinaris starb am 28. Oktober 1999, dem griechischen Nationalfeiertag, in Athen an Krebs.
Er hinterließ seine Frau und drei Töchter, von denen eine, Maria Katinari, nach einer anfänglichen Karriere als Schauspielerin und Rockmusikerin eine gefragte Rembetiko-Interpretin ist. Sie gilt in der nationalen Musikszene Griechenlands als würdige Nachfolgerin ihres Vaters.
Seine Lieder beschreiben vor allem die Gefühle, Nöte und Ängste der einfachen Menschen, ohne auf politische Themen einzugehen. Sie sind nicht als seichte Schlager zu betrachten, sondern vielmehr als Fortsetzung des Rembetiko zu sehen.
Als unpolitischer Künstler seiner Zeit stand er im Ausland im Schatten von politisch motivierten Komponisten wie Mikis Theodorakis und Stavros Xarchakos. Dennoch haben seine Kompositionen die moderne griechische Musik mitgeprägt.

## Diskografie

### Alben (Auswahl)
- 1971: 12 Fylla tis Kardias, (griechisch 12 Φύλλα της Καρδιάς), Columbia
- 1973: Palia Merakia, (griechisch Παλιά Μεράκια), Columbia
- 1973: Baglamades, (griechisch Μπαγλαμάδες), Columbia
- 1974: Asta na pane, (griechisch Αστα Να Πάνε), Columbia
- 1974: Neotera ki Anotera, (griechisch Νεώτερα κι Ανώτερα), Columbia
- 1974: Synanastrofes, (griechisch Συναναστροφές), Columbia
- 1975: Aytapates, (griechisch Αυταπάτες), Columbia
- 1978: Bouzozkokelaidismata, (griechisch Μπουζουκοκελαϊδίσματα ), Polyphone
- 1982: Akou ti tha po, (griechisch Άκου Τι Θα Πω), Relans
- 1982: 12 Epityxies (griechisch 12 Επιτυχίες), Relans
- 1987: Laiko Palko (griechisch Λαϊκό Πάλκο), Polyphone
- 1994: Gia sas ta dialeksa, (griechisch Για σας Τα Διάλεξα) WEA